# Chumphon (tỉnh)
Chumphon (tiếng Thái: ชุมพร, phát âm [t͡ɕʰūm.pʰɔ̄ːn]) là một tỉnh miền Nam của Thái Lan, nằm bên bờ của vịnh Thái Lan. Các tỉnh lân cận (từ phía Bắc theo chiều kim đồng hồ) có: Prachuap Khiri Khan, Surat Thani và Ranong. Phía Tây giáp biên giới với vùng hành chính Tanintharyi của Myanmar.

## Địa lý
Chumphon tọa lạc tại eo đất Kra, eo đất hẹp nối bán đảo Malay với lục địa Thái Lan. Về phía Tây là các đồi của dãy núi Phuket và dãy núi tiếp tục nối vào nó là dãy Tenasserim, về phía Đông đất bằng phẳng hơn tại bờ biển của vịnh Thái Lan. Sông chính của tỉnh này là Lang Suan bắt nguồn từ huyện Phato.